# Barbara Brylska
Barbara Brylska (ur. 29 maja 1941 w Skotnikach) – polska aktorka filmowa. Jedna z najwybitniejszych polskich aktorek powojennych, była też uznawana za najpiękniejszą aktorkę Europy swojego pokolenia. W latach 60. i 70. XX wieku uchodziła za seksbombę polskiego kina.

## Życiorys
Jako aktorka filmowa zadebiutowała epizodyczną rolą w komedii Antoniego Bohdziewicza Kalosze szczęścia. Jej pierwszym występem odnotowanym w napisach końcowych była rola u boku Zbigniewa Cybulskiego w filmie Aleksandra Ścibora-Rylskiego Ich dzień powszedni (1963). Rozpoznawalność zdobyła dzięki roli fenickiej kapłanki Kamy w Faraonie (1966) Jerzego Kawalerowicza. W 1967 ukończyła studia na Wydziale Aktorskim PWSTiF w Łodzi.
Największą popularność zyskała dzięki roli Krzysi Drohojowskiej w Panu Wołodyjowskim i Przygodach pana Michała (obydwa w 1969). W latach 70. była popularną amantką w filmach radzieckich, bułgarskich, niemieckich i czechosłowackich. Po występie w filmie Eldara Riazanowa Ironia losu (1975), w Polsce rozpowszechnianym pod tytułem Szczęśliwego Nowego Roku, stała się najbardziej znaną polską aktorką w krajach byłego bloku wschodniego. Za udział w tym filmie otrzymała w 1977 Nagrodę Państwową ZSRR.
W 1975 otrzymała Złoty Krzyż Zasługi, a w 1985 – Krzyż Kawalerski Orderu Odrodzenia Polski. W 2012 została uhonorowana przez Rosjan „Bałtycką Gwiazdą”, nagrodą przyznawaną za „wybitny wkład w budowaniu więzi kulturowych między narodami basenu Morza Bałtyckiego”.

## Życie prywatne
Była dwukrotnie zamężna, z informatykiem Janem Borowcem (w latach 1961–1968) i lekarzem Ludwikiem Kosmalem (od 1970). Jej córka, aktorka i modelka Barbara Kosmal (ur. 1973), zginęła tragicznie 15 maja 1993 w wypadku samochodowym w Brzezinach; autem kierował Xawery Żuławski, syn Małgorzaty Braunek i Andrzeja Żuławskiego. Xawery Żuławski zrealizował poświęcony jej film Chaos. Ma również syna Ludwika (ur. 1982).

## Filmografia
- 2009 – Miłość na wybiegu jako Marta
- 2008 – Niania, odc. 117, jako Agata, była teściowa Maksa
- 2008 – Admirał jako niania małego Kołczaka
- 2007 – Szczęśliwego Nowego Roku. Kontynuacja (ros. Ирония судьбы. Продолжение) jako Nadia
- 2006 – Jasne błękitne okna jako Nina, matka Sygity
- 2002–2006 – Samo życie jako Celina Żmuda, malarka, matka Barbary Kornackiej (2005-)
- 2001 – Casus Belli
- 2001 – Symfonia ciszy (Symphony of Silence) jako Eva
- 2001 – Down House jako Jepanczyna
- 2000–2002 – Na dobre i na złe jako Barbara Burska, matka Jakuba
- 1998 – Ekstradycja 3 jako żona Osowskiego
- 1996 – Wirus jako dyrektorka domu dziecka
- 1994 – Polska śmierć jako psychiatra
- 1994 – Natchnij mnie wiarą jako ona sama (film dokumentalny)
- 1993–1994 – Bank nie z tej ziemi jako członkini komitetu strajkowego w fabryce w Rylcu
- 1993 – Basia jako ona sama
- 1993 – Lepiej być piękną i bogatą jako gospodyni przyjęcia
- 1993 – Tylko strach jako redaktorka tv
- 1993 – Wynajmę pokój... jako matka Olka
- 1991 – Ał, ograblenie pojezda – za wsio nado płatit
- 1989 – Gdańsk 39 jako Burchardtowa
- 1988 – Czas połnołunija jako zakonnica
- 1987 – 07 zgłoś się w odc. 21, jako Zofia Gambetti, wspólniczka Rolsona
- 1987 – Ballada o Januszku jako nauczycielka matematyki Barbara Jentyszanka
- 1987 – Między ustami a brzegiem pucharu jako pani Mielżyńska
- 1987 – Misja specjalna jako aptekarka Grażynka
- 1987 – Rzeka kłamstwa jako aktorka
- 1987 – Vera Lenz
- 1986 – Epizod Berlin-West jako Monika
- 1986 – Kurs na lewo jako matka Sylwii
- 1986 – Republika nadziei jako pani Wodniczakowa, matka Edwarda
- 1985 – Skalpel, proszę! (Skalpel, prosím) jako Volejnikova
- 1985 – W cieniu nienawiści jako nieznajoma
- 1984 – 1944, odc. Michał
- 1982 – 3 + Jedna
- 1982 – Rächer, Retter und Rapiere jako Sybilla
- 1980 – Młyn Lewina (Levins Muhle) jako Marie (głos)
- 1980 – Archiv des Todes
- 1980 – Kariera Nikodema Dyzmy jako Evita
- 1979 – Do krwi ostatniej (serial) jako Ewa Koszelska,
- 1979 – Do krwi ostatniej... jako Ewa Koszelska,
- 1979 – Wściekły jako Golewiczowa
- 1978 – Romans Teresy Hennert jako Teresa Hennert
- 1978 – Sto koni do stu brzegów jako Krystyna
- 1978 – Życie na gorąco jako Marta Feining-Meran
- 1977 – Tichý American v Praze jako Milena
- 1977 – Umiraj w krajen słuczaj jako Linda, piosenkarka kabaretowa
- 1976 – 07 zgłoś się w odc. 4, jako Ewa, była urzędniczka PKO, partnerka Sucheckiego
- 1976 – Koncert pre pozostalých jako Alicja
- 1975 – Dyrektorzy jako Elżbieta
- 1975 – Szczęśliwego Nowego Roku (Ironija sudby, ili S logkim parom!) jako Nadia
- 1974 – Godzina za godziną jako przyjaciółka Tadeusza
- 1974 – Visa für Ocantros jako Jagoda
- 1973 – Miasta i lata (Goroda i gody) jako Marie Urbach
- 1973 – Rozwód (Scheidungsprozess) jako Hanka
- 1972 – Anatomia miłości jako Ewa
- 1971 – Wyzwolenie (Oswobożdienije) jako Helena, odc. 4
- 1971 – Patrząc pod słońce
- 1971 – Pygmalion XII (Pigmalion XII) jako Erika Bongert
- 1971 – Wiktoryna, czyli czy pan pochodzi z Beauvais? jako Wiktoryna
- 1970 – Album polski jako 2 role: Maria, Anna
- 1970 – Pogoń za Adamem jako Halina
- 1969 – Wyzwolenie (Oswobożdienije) jako Helena, odc. 2
- 1969 – Pan Wołodyjowski jako Krzysia
- 1969 – Przygody pana Michała jako Krzysia
- 1969 – Ludzie z piwnicy (etiuda szkolna)
- 1969 – Zbrodniarz, który ukradł zbrodnię jako Ewa Salm
- 1968 – Morderstwo w poniedziałek (Mord am Montag) jako Hanna Stern
- 1968 – Na tropie Sokoła (Spur des Falken) jako Catherine
- 1968 – Białe Wilki (Weiße Wölfe) jako Catherine
- 1967 – Stawka większa niż życie jako Inga w odc. 17 „Spotkanie”
- 1967 – Etude (etiuda szkolna)
- 1966 – Bumerang jako Ewa
- 1966 – Niebo (etiuda szkolna)
- 1966 – Wygrana, przegrana (etiuda szkolna)
- 1965 – Faraon jako Kama, kapłanka fenicka
- 1965 – Potem nastąpi cisza jako Ewa Kraczyńska
- 1964 – Późne popołudnie jako pływaczka Jeżykówna
- 1963 – Yokmok jako dziewczyna
- 1963 – Kraksa jako dziewczyna
- 1963 – Ich dzień powszedni jako siostra Grażyny
- 1958 – Kalosze szczęścia epizod

## Piosenki w filmach
- 1972 – Anatomia miłości wykonanie piosenki Jestem cała w twoich rękach
- 1969 – Pan Wołodyjowski wykonanie utworu muzycznego pod tytułem Ballada śmiertelna

## Ordery i odznaczenia
- Krzyż Kawalerski Orderu Odrodzenia Polski (1985)
- Złoty Krzyż Zasługi (1975)[15]

## Nagrody
- 1971 – Nagroda (tytuł „Gwiazdy Filmowego Sezonu” na III LLF w Łagowie)
- 1973 – Nagroda (tytuł „Gwiazdy Filmowego Sezonu” na V LLF w Łagowie)
- 1977 – Nagroda Państwowa ZSRR (za film Szczęśliwego Nowego Roku)
- 1977 – Nagroda („Złote Kwiaty” dla najpopularniejszej aktorki krajów socjalistycznych)
- 1979 – Nagroda (dyplom Ministra Spraw Zagranicznych za zasługi w propagowaniu polskiej kultury za granicą)
- 2013 – specjalne wyróżnienie Heroiny Polskiego Kina 2013[16]